# Muelle Colorada
Muelle Colorada es el nombre de una variedad cultivar de manzano (Malus domestica). Esta manzana está cultivada en la Estación de fruticultura de Madridanos, así como en diversos viveros entre ellos algunos dedicados a conservación de árboles frutales en peligro de desaparición. Esta manzana es originaria de la  Provincia de Zamora en Santiago de la Requejada en la comarca de Sanabria, donde tuvo su mejor época de cultivo comercial anteriormente a la década de 1960, y actualmente en menor medida aún se encuentra.

## Sinónimos
- "Manzana Muelle Colorada",[5][7]
- "Colorada 1049".[8]

## Historia
'Muelle Colorada' es una variedad de la provincia de Zamora en la comarca de Sanabria. El cultivo del manzano en Zamora en superficies importantes se remonta a finales del siglo XX; el abandono del campo y la emigración de los habitantes a la ciudad impulsó la plantación de miles de árboles de manzana en la década de los años 80. Actualmente en Santiago de la Requejada, por ejemplo, uno de los pueblos con mayor número de plantaciones de árboles frutales, hay cientos de árboles semi abandonados por falta de cuidado y por la escasa rentabilidad de la recolección, ya que los consumidores compran las manzanas selectas foráneas de las grandes superficies de venta.
'Muelle Colorada' está considerada incluida en las variedades locales autóctonas muy antiguas, cuyo cultivo se centraba en comarcas muy definidas. Se caracterizaban por su buena adaptación a sus ecosistemas y podrían tener interés genético en virtud de su adaptación. Se encontraban diseminadas por todas las regiones fruteras españolas, aunque eran especialmente frecuentes en la España húmeda. Estas se podían clasificar en dos subgrupos: de mesa y de sidra (aunque algunas tenían aptitud mixta).
'Muelle Colorada' es una variedad clasificada como de mesa, difundido su cultivo en el pasado por los viveros comerciales y cuyo cultivo en la actualidad se ha reducido a huertos familiares y jardines privados.

## Características
El manzano de la variedad 'Muelle Colorada' tiene un vigor fuerte a muy fuerte; porte semi erecto; tubo del cáliz estrecho y alargado en forma de embudo, y con los estambres insertos por la mitad. Entrada en producción lenta. Producción lenta y poco constante, siendo una variedad "vecera" (contrañada).
La variedad de manzana 'Muelle Colorada' tiene un fruto de buen tamaño pequeño a mediano; forma variada, oval alargada o tronco-esférica, y con contorno marcadamente irregular; piel levemente brillante o bien mate; con color de fondo amarillo, importancia del sobre color medio, color del sobre color rojo, distribución del sobre color chapa/rayas, presenta chapa rojo ciclamen y sobre la misma rayas más o menos finas de tono más oscuro que recubre totalmente el fruto, acusa punteado ruginoso, verdoso y del color del fondo, generalmente recubierto de pruina violácea, y una sensibilidad al "russeting" (pardeamiento áspero superficial que presentan algunas variedades) débil; pedúnculo largo o medio, muy carnoso, más acusado en sus dos extremos, a veces también fino, curvado y ensanchado sólo en el extremo superior, anchura de la cavidad peduncular medianamente estrecha, profundidad de la cavidad pedúncular es poco profunda, bordes ondulados, fondo limpio de color verdoso, y con importancia del "russeting" en cavidad peduncular débil; anchura de la cavidad calicina relativamente amplia, estrecha, profundidad de la cav. calicina es de profundidad media o marcada a la totalmente superficial, con frecuencia presenta en el fondo una imperfecta roseta en relieve, y con importancia del "russeting" en cavidad calicina débil; ojo pequeño, cerrado o entreabierto; sépalos cortos, finos y triangulares.
Carne de color blanco con fibras verdosas; textura semi-dura, crujiente, jugosa, a veces se hace pastosa; sabor característico de la variedad, medianamente agradable; corazón más cerca del pedúnculo y ausencia de las líneas que lo enmarcan; semillas pequeñas, obtusas, globosas unas y planas otras.
La manzana 'Muelle Colorada' tiene una época de maduración y recolección muy tardía, en invierno, es una variedad que madura entre finales de noviembre-principio de enero. Buena calidad gustativa con pulpa firme, agridulce y aromática. Tiene uso mixto pues se usa como manzana de mesa fresca, y para repostería empleadas frecuentemente para asar.